# هارولد هاپکینز
 هارولد هاپکینز (انگلیسی: Harold Hopkins؛ زاده ۶ دسامبر ۱۹۱۸ درگذشته ۲۲ اکتبر ۱۹۹۴) یک دانشمند اهل بریتانیا بود.